# Tomás Santos
Tomás Santos Munilla, né le 26 novembre 1950 à Logroño, est un homme politique espagnol, membre du PSOE. Il est maire de Logroño de 2007 à 2011.

## Carrière professionnelle
Ingénieur technique commercial de formation, il est employé en disponibilité de la Banco Popular. Il a fait partie du conseil d'administration de la station de ski de Valdezcaray et a occupé la présidence du comité consultatif de la RTVE  de La Rioja.

## Carrière politique
Ancien trésorier de l'Union générale des travailleurs, il devient porte-parole du groupe municipal socialiste au conseil municipal de Logroño à la suite des élections municipales du 25 mai 2003.
Le 27 mai 2007, sa liste arrive en deuxième position avec 40 % des voix et 12 sièges sur 27, contre 46 % des suffrages et 13 élus au maire sortant, Julio Revuelta (es), du Parti populaire (PP). Tomás Santos forme alors une coalition avec les deux élus du Parti riojain (régionaliste) et devient maire de Logroño.
Il est battu lors des élections municipales du 22 mai 2011 par Cuca Gamarra, du Parti populaire, qui lui succède comme maire le 11 juin suivant.